# Paradís (pel·lícula)
Paradís (títol original: Paradise) és una pel·lícula canadenca de Stuart Gillard, estrenada l'any 1982. Ha estat doblada al català.

## Argument
A l'època georgiana, el 1823, David (Willie Aames) i Sarah (Phoebe Cates) són dues adolescents que viatgen amb una caravana entre Bagdad i Damasc. En una parada en un oasis, l'agent de tracta de blanques anomenada Chacal les tira a terra, amb l'objectiu d'afegir la bonica i jove Sarah al seu harem. David i Sarah i el seu servidor, Geoffrey, arriben a escapar-se, però tots els altres moren en la massacre, compresos els pares de David. No obstant això, Geoffrey no sobreviu molt de temps. Perceben un campament que, sense saber-ho, és dirigit pel Chacal. Geoffrey va al campament amb la finalitat de buscar de l'ajuda però és mort pel Chacal mentre els dos adolescents descansen una mica en un lloc proper.

## Repartiment
- Willie Aames : David
- Phoebe Cates : Sarah
- Tuvia Tavi : El Chacal
- Richard Curnock : Geoffrey
- Neil Vipond : El reverend
- Aviva Marks : Rachel
- Joseph Shiloach : Ahmed
- Shoshana Duer : La dona beduina
- Jerry Rosen : El guàrdia del Chacal
- Riki Halfon : La ballarina del ventre

## Producció
Els productors de la pel·lícula, Robert Lantos i Stephen J. Roth, van seleccionar Aames i més tard, després d'un screen test, Cates pel paper de Sarah. La pel·lícula va marcar el començament a la pantalla de Cates, que tenia 17 anys en el  moment del rodatge. El paper principal de Cates en la pel·lícula va implicar diverses escenes de nuesa integral. Cates va ser igualment seleccionada per la producció de la pel·lícula per cantar la cançó tema de la pel·lícula. El rodatge es va desenvolupar a diversos indrets a Israel, com Tel-Aviv, la Mar Morta i el Llac de Tiberíades,.